# Canton de Strasbourg-7
Le Canton de Strasbourg-7 est une ancienne division administrative française, située dans le département du Bas-Rhin et la région Alsace.

## Composition
Le canton de Strasbourg-7 comprenait une partie de la commune de Strasbourg (quartier de la Meinau).

## Représentation
| Période | Période | Identité             | Étiquette    | Qualité |
| ------- | ------- | -------------------- | ------------ | --- |
| 1962    | 1967    | Joseph Zell          | MRP          | Adjoint au maire de Strasbourg |
| 1967    | 1979    | Robert Grossmann     | UDR puis RPR | Conseiller municipal puis Adjoint au Maire |
| 1979    | 1998    | Daniel Hoeffel       | UDF          | Président du conseil général (1979-1988) Sénateur (1977-1978, 1981-1993, 1995-2004) Ancien ministre (1978-1981) Maire de Handschuheim (1965-2008)                                    |
| 1998    | 2015    | Jean-Philippe Maurer | UDF puis UMP | Assistant parlementaire Suppléant du député Marc Reymann (2002-2007) - Député (2007-2012), conseiller municipal de Strasbourg depuis 2014 Elu en 2015 dans le Canton de Strasbourg-6 |